# Lista de filmes portugueses de 1996
Lista de filmes portugueses de longa-metragem estreados em Portugal em 1996, nas salas de cinema.
Notas: Na secção coprodução, passando o cursor sobre a bandeira aparecerá o nome do país correspondente.
| #  | Filme                      | Realização                     | Género         | Estreia        | Coprodução                   |
| -- | -------------------------- | ------------------------------ | -------------- | -------------- | ---------------------------- |
| 1  | Adeus, Pai                 | Luís Filipe Rocha              | Drama          | 20 de dezembro | —                            |
| 2  | Afirma Pereira             | Roberto Faenza                 | Drama          | 22 de março    | França · Itália              |
| 3  | Cinco Dias, Cinco Noites   | José Fonseca e Costa           | Drama          | 25 de abril    | —                            |
| 4  | A Comédia de Deus          | João César Monteiro            | Drama, comédia | 19 de janeiro  | Dinamarca · França · Itália  |
| 5  | Corte de Cabelo            | Joaquim Sapinho                | Drama          | 1 de março     | —                            |
| 6  | Few of Us                  | Šarūnas Bartas                 | Drama          | 20 de setembro | Alemanha · França · Lituânia |
| 7  | À Flor do Mar              | João César Monteiro            | Drama, romance | 21 de junho    | —                            |
| 8  | Mortinho por Chegar a Casa | Carlos da Silva George Sluizer | Comédia        | 18 de outubro  | Países Baixos                |
| 9  | Pandora                    | António da Cunha Telles        | Drama          | 2 de fevereiro | França                       |
| 10 | Party                      | Manoel de Oliveira             | Drama, comédia | 29 de novembro | França                       |